# بوخوویتسه
بوخوویتسه (به چکی: Bochovice) یک منطقهٔ مسکونی در جمهوری چک است که در منطقه تربیچ واقع شده‌است. بوخوویتسه ۵٫۸۷ کیلومتر مربع مساحت و ۱۵۶ نفر جمعیت دارد و ۵۱۴ متر بالاتر از سطح دریا واقع شده‌است.